# Arsprototo
Arsprototo. Das Magazin der Kulturstiftung der Länder erscheint halbjährlich und präsentiert die Initiativen und Projekte, die die Kulturstiftung der Länder der 16 Länder entwickelt, fördert und begleitet. 
Die Kulturstiftung der Länder ist eine Stiftung bürgerlichen Rechts. Im Auftrag der 16 deutschen Länder fördert, entwickelt, berät und begleitet sie Projekte und Initiativen in den Bereichen Kunst und Kultur, die gesamtstaatlich bedeutsam sind und im Zusammenwirken mehrerer Partner umgesetzt werden. Die Kulturstiftung der Länder stellt die gesellschaftliche Relevanz von Kultur in den Vordergrund. Dabei versteht sie unter Kultur die Gesamtheit kultureller Ausdrucksformen – materiell und immateriell –, die Menschen in der Begegnung mit ihrer Umwelt hervorbringen, um Ideen und Werte auszudrücken und ihren Platz in dieser Welt zu bestimmen.
Um ihre Projekte und Initiativen zu präsentieren und die Öffentlichkeit darüber zu informieren, gibt die Stiftung das Magazin Arsprototo heraus. Arsprototo ist zugleich der Tätigkeitsbericht der Kulturstiftung der Länder und informiert über deren Erwerbungs-, Ausstellungs- und Restaurierungsförderungen für Museen, Bibliotheken und Archive. 
Das Magazin erscheint halbjährlich, ist umfangreich bebildert und stellt die Förderungen für Museen, Bibliotheken und Archive detailliert vor. Zudem werden in Essays und Interviews aktuelle kulturpolitische Themen erörtert und diskutiert. Erscheinungsort des Magazins ist Berlin. Es wird vom Generalsekretär bzw. der Generalsekretärin der Kulturstiftung der Länder herausgegeben.